# Clarence W. Meadows
Clarence Watson Meadows, född 11 februari 1904 i Beckley i West Virginia, död 12 september 1961 i Clifton Forge i Virginia, var en amerikansk politiker (demokrat). Han var West Virginias guvernör 1945–1949.
Meadows efterträdde 1945 Matthew M. Neely som guvernör och efterträddes 1949 av Okey Patteson.